# Bacilo de Calmette y Guérin

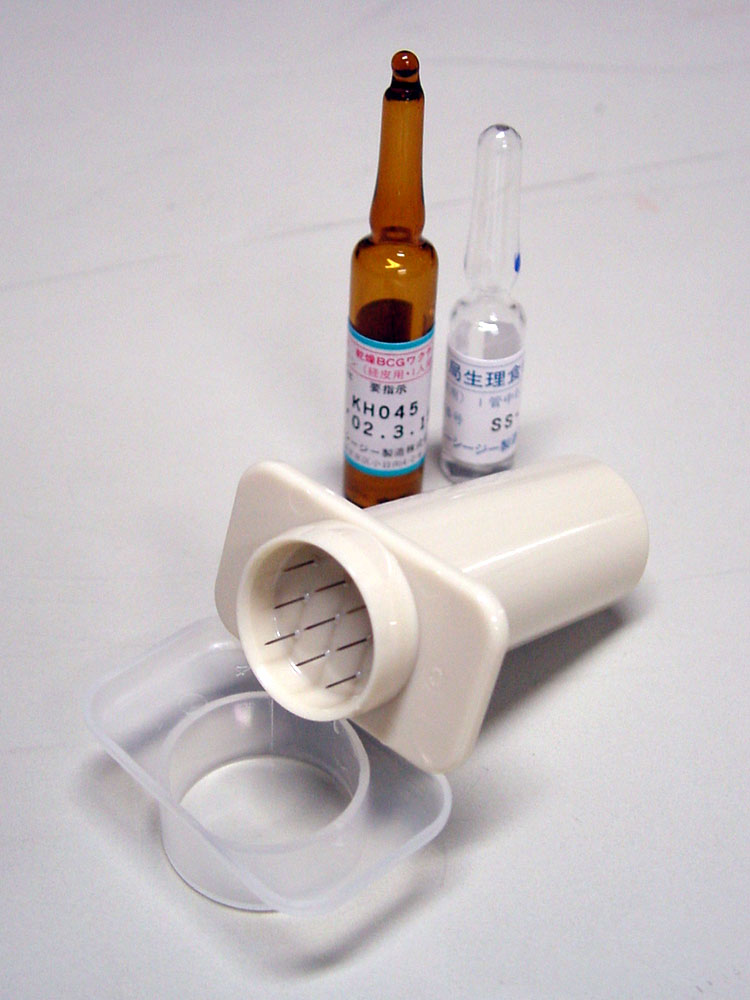
Muestra de BCG usada en China

La vacuna con el bacilo de Calmette y Guérin, más conocida por su sigla BCG, es usada principalmente contra la tuberculosis. Recibe su nombre a partir de sus inventores, Albert Calmette y Camille Guérin. Originalmente se preparaba a partir de una cepa atenuada de Mycobacterium bovis encontrada normalmente en el ganado.
El bacilo de Calmette y Guérin también se emplea como tratamiento inmunoterápico contra el cáncer, ya que actúa como modificante de la respuesta biológica. Los modificantes de la respuesta biológica son sustancias que no tienen ningún efecto antitumoral directo, pero pueden activar el sistema inmune para atacar los tumores. El bacilo de Calmette y Guérin (BCG) estimula una inmunorrespuesta y causa la inflamación de la pared de la vejiga que destruye las células de cáncer.

## Historia
En 1925, las experiencias en el Instituto Pasteur del microbiólogo León Charles Albert Calmette y del médico veterinario Camille Guérin dieron como resultado una sustancia que se puede considerar la primera vacuna del siglo XX. Partieron de la base, en 1906, de que la inmunidad contra la tuberculosis solo era posible cuando había en el organismo bacilos tuberculosos. Al principio, la vacuna se experimentó en animales, y en 1921 se hizo la primera aplicación en el ser humano. Inicialmente, se aplicó por vía digestiva a los niños en los primeros días de la vida con 1 centígramo de cultivo vivo, emulsionada en una solución de glicerina.[cita requerida]
La vacuna BCG se incorporó en 1974 en el programa de inmunizaciones de la Organización Mundial de la Salud (OMS) para países subdesarrollados, y ahora se aplica de forma rutinaria en la mayoría de los países del mundo en donde la tuberculosis es endémica, como parte del programa ampliado de inmunizaciones recomendado por la OMS.[cita requerida]

## Características

### Presentación e indicaciones
La vacuna se presenta en una ampolla, de color ámbar, con 1 mg de liofilizado (10 dosis) acompañado con 1 ml de solución salina isotónica inyectable (diluyente) en igual presentación. Todas las cepas se estabilizan y liofilizan con glutamato de sodio o albúmina, diluyéndose con solución salina o agua bidestilada, sin adyuvantes o preservativos, siempre en frasco ámbar para evitar luz ultravioleta.
Se aplica en recién nacidos, o lo más pronto posible después del nacimiento, en dosis única de 0,1 ml. En este caso se aplica por vía intradérmica en la región deltoidea del brazo derecho (región superior del músculo deltoides) y sin prueba tuberculínica previa.
Está indicada en aquellos países endémicos en todos los niños en período neonatal; también puede ser después, siempre y cuando sea antes del primer año de vida. Puede ser usada en menores de 14 años sin necesidad de hacer la prueba de tuberculina. La vacunación en personas mayores de 14 años se hará solo en aquellos casos que exista una indicación médica o epidemiológica específica. Los recién nacidos de madres portadoras de virus de la inmunodeficiencia humana deben ser vacunados, exceptuando aquellos que presenten síntomas de infección por VIH o que estén afectados por el sida.

### Contraindicaciones en el recién nacido
Las contraindicaciones son: prematuridad con peso al nacer inferior a 1500 g, desnutrición avanzada, afecciones cutáneas en el sitio de la aplicación, enfermos de leucemia o linfomas, enfermos con tratamiento inmunosupresor (corticosteroides, antimetabolitos, agentes alquilantes, radiaciones), pacientes con cuadro clínico de sida. La infección asintomática por VIH no es contraindicación.

### Eficacia
El efecto protector de la vacuna puede verse afectado por muy diversos factores como son: los métodos y los sitios de aplicación de la vacuna, medio ambiente y características de la población o diferente preparación de BCG. Por ello, el rango de eficacia, según los estudios, oscila entre el 0 y 80 %. En niños, las tasas de eficacia protectora oscilan entre el 52 % y el 100 % para la meningitis tuberculosa y la tuberculosis miliar, y del 2 % al 80 % para la tuberculosis pulmonar.
Después de la inyección intradérmica, el bacilo se multiplica en el sitio de inoculación, y a través de los linfáticos llega a los ganglios regionales, diseminándose por vía hematógena, creando pequeños focos en diferentes órganos.

### Efectos adversos
En general la vacuna es segura, sin embargo, se estima una incidencia de eventos adversos como:
La adenitis regional por BCG, es la presencia de un ganglio linfático igual o mayor de 2 cm en la región axilar, supraclavicular o cervical ipsilateral. El crecimiento ganglionar es subclínico y remite espontáneamente, siendo este el curso normal de la vacunación.
Si esto no sucede se presenta linfadenitis por BCG, del cual hay dos formas. Una no-supurativa que resuelve sin secuelas; y la supurada, en donde los ganglios linfáticos afectados presentan crecimiento progresivo, cambios inflamatorios de la piel, necrosis central, formación de colección y supuración de esta. Se presenta una úlcera con salida de material caseoso, que cura lentamente y puede tomar hasta 18 meses para cicatrizar, con una media de nueve meses, presentando riesgo de infección piógena.
Hay factores reportados en la literatura que incrementan el riesgo de adenitis por BCG. El tipo de preparación, dosis, técnica de aplicación, edad de la vacunación y el estado inmunológico del huésped.
La osteítis afecta fundamentalmente las epífisis de los huesos largos y puede presentarse cuatro meses, hasta dos años posteriores a la vacunación.

### Concomitancia con otras vacunas
Puede perfectamente vacunarse el mismo día en que se aplican otras vacunas siempre y cuando el lugar de aplicación sea diferente. Además, debe recordarse que las vacunas que se apliquen en los meses siguientes no deben administrarse en el mismo brazo en el que fue puesta la BCG.

### Tipo de inmunidad provocada
Inmunidad celular. En la actualidad no existen métodos prácticos para reconocer y cualificar la inmunidad por tuberculosis.
Evidencias sobre le eficacia de la vacuna BCG se ha observado en México donde se ha reportado una disminución importante de la tuberculosis meníngea en menores de 15 años. La perspectiva es diferente en mayores de 15 años; la mortalidad por tuberculosis meníngea presenta una tendencia descendente. La tuberculosis meníngea en adultos es consecuencia generalmente, de la reactivación de un foco latente.

### Riesgo existente de vacunar a un niño con BCG previamente vacunado
Ninguno, solamente provoca una reacción acelerada en la evolución de la vacuna.

## Efectos no específicos de la vacuna
Estudios epidemiológicos, clínicos e inmunológicos apuntan a que, a pesar de que la vacuna BCG no posee ninguna capacidad antiviral, se acopla al sistema inmune del paciente de tal modo que múltiples tipos de infecciones virales se ven notablemente reducidas. Estudios experimentales en ratones demuestran que la vacuna BCG ofrece protección contra varios virus de ADN y ARN, incluido el virus de la gripe. Aunque el mecanismo por el cual se dan los efectos no específicos de la vacuna BCG en los humanos no es del todo conocido, existen dos posibles explicaciones: respuestas de linfocitos heterólogos y memoria inmune innata.

### Respuestas de linfocitos heterólogos
Se ha demostrado que la vacuna BCG induce respuestas de linfocitos heterólogos, dando como resultado respuestas inmunes mejoradas a agentes infecciosos secundarios no relacionados. Las respuestas de linfocitos heterólogos también pueden implicar la activación de células de memoria CD4+ y CD8+ que son específicas para los antígenos no dirigidos, modelando así las respuestas Th1 y Th17 a infecciones secundarias no micobacterianas.

### Memoria inmune innata
Numerosos estudios recientes han demostrado que el programa funcional de las células inmunes innatas cambia con ciertas infecciones o vacunas, lo que resulta en una respuesta inmune aumentada cuando las células encuentran un estímulo secundario. La inducción de memoria no específica en células inmunes innatas fue nombrada «inmunidad entrenada». La evidencia sugiere que el mecanismo clave por el cual la vacuna BCG induce sus efectos no específicos es probablemente a través de la inducción de memoria inmunológica en células inmunes innatas, especialmente las células asesinas naturales, monocitos y macrófagos en lugar de a través de mecanismos inmunes adaptativos en células T y células B.